# Resa

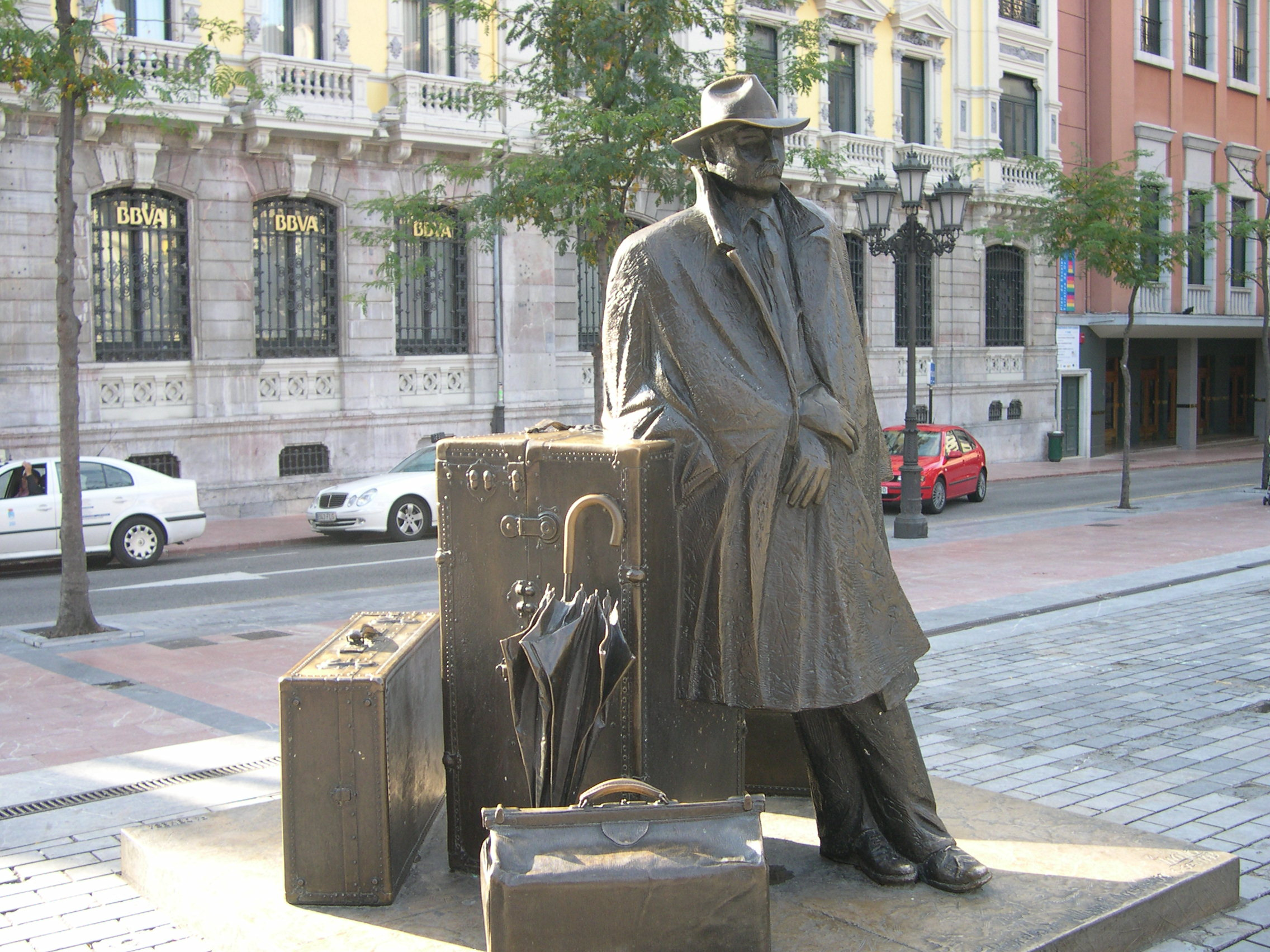
El viaxeru av Eduardo Úrculo i Oviedo, Spanien

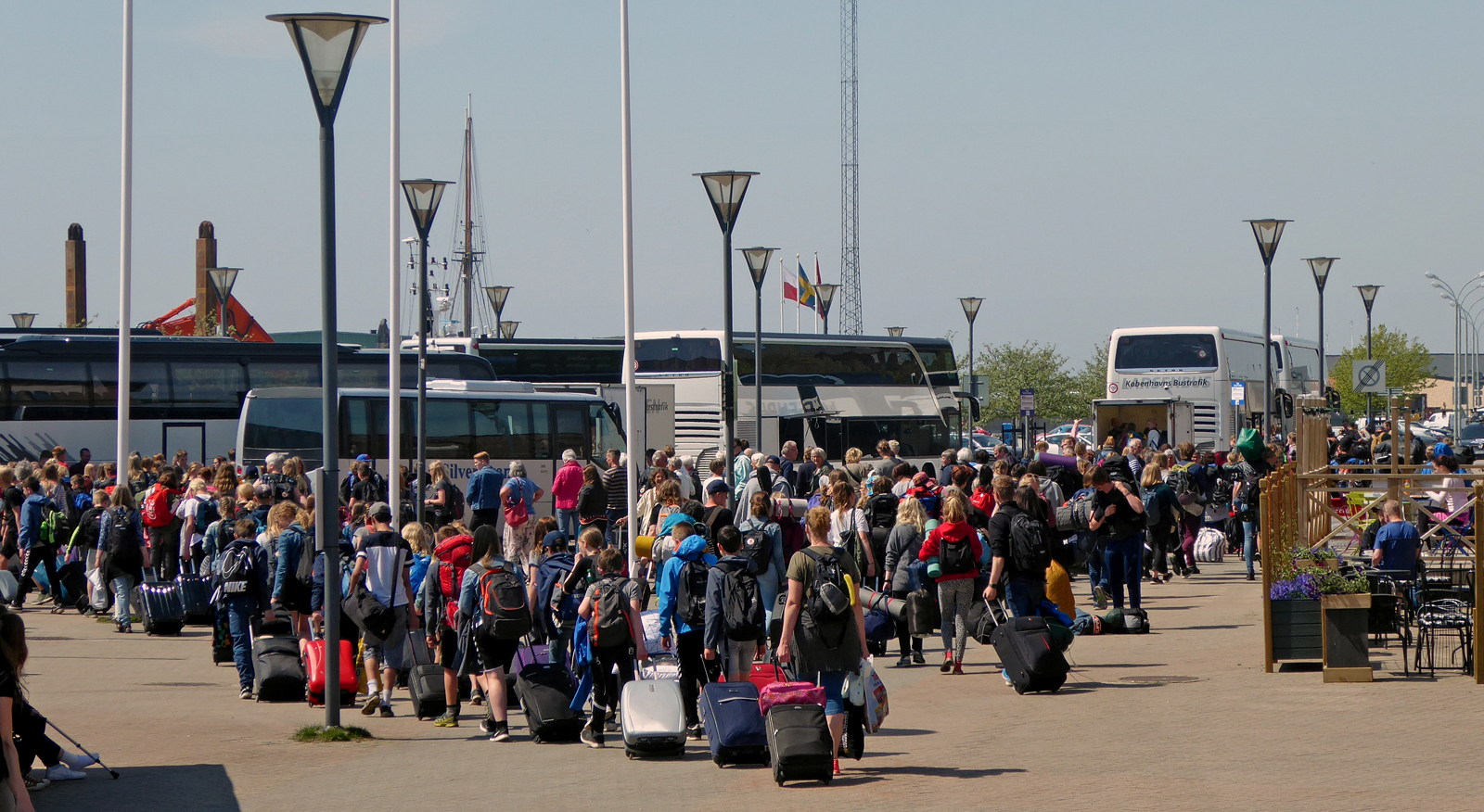
Resenärer från Bornholm, byter till buss i Ystad, för vidare färd till Köpenhamn.

En resa är en mänsklig förflyttning från en geografisk plats till en annan. Resor kan göras till fots eller med transportmedel, till land, sjöss eller genom luften, med eller utan bagage, som enkel resa eller tur-och-retur. En resa kan även omfatta kortare vistelser, som är fallet vid turism. I dagligt tal syftar "resa" ofta på längre förflyttningar, som affärsresa, forskningsresa eller tågluffning, men i formell mening omfattar det även kortare resor som pendling.
Litteratur som specifikt avhandlar resor, som reseskildringar, resehandböcker och liknande är en egen litterär genre som kallas reselitteratur.
Den tyske folkskalden Matthias Claudius (1740–1815) skrev ”Wenn jemand eine Reise tut, so kann er was erzählen" – "När någon gör en resa så kan han berätta något".
Begreppet "resa" används ibland även om upplevelser som inte har med geografiska förflyttningar att göra, som exempelvis en andliga resa, att något har hänt som förändrat ens liv, eller påverkat en starkt.